# Ucho od śledzia
Ucho od śledzia – powieść dla młodzieży polskiej pisarki Hanny Ożogowskiej wydana po raz pierwszy w 1964 roku przez wydawnictwo „Nasza Księgarnia” i później wielokrotnie wznawiana. W 1966 roku została wpisana na Listę Honorową IBBY.
Tytuł powieści to ulubione powiedzonko 14-letniego Michała Kowalskiego. Zaprzyjaźnia się on z rówieśnicą Agnieszką i 12-letnim Witkiem. Ich przygody opisywane są na tle Warszawy z lat 50. XX w.